# Erpresser (film, 1929)
Pour plus de détails, voir Fiche technique et Distribution.
Erpresser (en français Extorsion) est un film allemand réalisé par Henry Decroix sorti en 1929.

## Synopsis
Lelia Hull, fille d'un grand industriel, mène une vie insouciante et somptueuse. Mais un jour, elle est kidnappée. Derrière tout cela se trouve un petit gang dirigé par l'escroc rusé Fred Sprinter. Lorsque la demande de rançon est remise, M. Hull se montre plutôt coopératif. Mais malgré le paiement, Lélia n'est pas libérée. Pendant ce temps, la jeune femme doit endurer des tourments infernaux, notamment parce que Knoll, complice du Sprinter, un alcoolique brutal, en fait cordonnier de formation, est toujours derrière Lelia. Lorsque Knoll tente de la violer, Fred intervient et tente d'éviter le pire. Une violente bagarre éclate alors entre les deux ravisseurs. Finalement, avec l'aide de Greif, un berger allemand, chien policier, la police parvient à retrouver et à libérer Lelia.

## Fiche technique
- Titre original : Erpresser
- Réalisation : Henry Decroix
- Scénario : Mario Monti
- Direction artistique : Franz Seemann
- Photographie : Gotthardt Wolf (de)
- Production : Georg Enders
- Société de production : Georg Enders-Film
- Société de distribution : Georg Enders-Film
- Pays de production : Allemagne  République de Weimar
- Langue : Allemand
- Format : Noir et blanc - 1,33:1 - mono - 35 mm
- Genre : Policier
- Durée : 79 minutes
- Dates de sortie :
  - Allemagne  République de Weimar : 28 mai 1929.

## Distribution
- Arthur von Klein-Ehrenwalten : l'industriel Hull
- Lilian Weiß : Lelia Hull, seine Tochter
- Anton Pointner : Fred Sprinter, le kidnappeur
- Gerhard Dammann (de) : Schuster Knoll, un gardien
- Bruno Arno : Billi
- Li Hayda : la serveuse du "Zur Roten Maus"

## Production
Erpresser, film très modeste en termes de ressources, est tourné sous le titre provisoire Verbrecher dans les studios Jofa en avril 1929, passe la censure le 28 mai de la même année et est projeté à Munich le 10 septembre suivant. La longueur de la pièce en six actes, interdite aux jeunes, est de 1 973 mètres.
Il s'agit de l'une des trois seules apparitions au cinéma d'Arthur von Klein-Ehrenwalten, alors âgé de 39 ans et l'un des acteurs principaux.